# Cal Gascon (l'Espluga de Francolí)
Cal Gascon és una obra de l'Espluga de Francolí (Conca de Barberà) inclosa a l'Inventari del Patrimoni Arquitectònic de Catalunya.

## Descripció
Casa de planta i dos pisos feta de pedra regular i carreus en les obertures principals. Típica casa del segle xviii, pertanyent a la burgesia urbana. La balustrada superior feta d'obra vista i terra cuita correspon a mitjans del segle xix. Durant molts anys va pertànyer a la família Gascó, notaris de la vila durant molts anys. Posteriorment va ser clínica, nom amb què se la coneix encara avui.